# Château Planckaert
Château Planckaert is een Vlaamse realitysoap die in Vlaanderen wordt uitgezonden door VRT 1 en gelijkt op het Nederlandse Chateau Meiland. Het programma volgt Eddy Planckaert samen met zijn familie terwijl zij het kasteel van Neureux restaureren in Frankrijk.
Het eerste seizoen werd in het najaar van 2020 uitgezonden. De opnames voor het tweede seizoen moesten wegens de coronapandemie tijdelijk stilgelegd worden, maar gingen in februari 2021 weer van start. Deze tweede reeks was vanaf mei 2021 op VRT 1 te zien. De derde reeks startte op 20 februari 2022.
In Nederland is de serie vanaf 2021 te zien bij Videoland.

## Format

### Seizoen 1
Tijdens het eerste seizoen van Château Planckaert beginnen ze met de verbouwingen van het Château Neureux in het Franse Lurcy-Lévis. Het project werd even stilgelegd door een lockdown in België tijdens de coronacrisis.
| Afl. | Uitzenddatum      | Omschrijving                                                      | Kijkcijfers (live) |
| ---- | ----------------- | ----------------------------------------------------------------- | ------------------ |
| 1    | 6 september 2020  | Een nieuw hoofdstuk begint voor de familie Planckaert             | 1.205.478          |
| 2    | 13 september 2020 | Francesco en Magali hebben groot nieuws te melden aan de familie. | 1.198.516          |
| 3    | 20 september 2020 | Ook in België moet er gebouwd worden.                             | 1.230.733          |
| 4    | 27 september 2020 | Ook ten huize Planckaert slaat COVID-19 toe.                      | 1.346.225          |
| 5    | 4 oktober 2020    | Na de lockdown kan de renovatie van het kasteel hervat worden.    | 1.419.243          |
| 6    | 11 oktober 2020   | Juniors jeugddroom gaat in vervulling.                            | 1.389.184          |
| 7    | 18 oktober 2020   | De chambre d'hôtes wordt feestelijk heropend.                     | 1.473.589          |
| 8    | 25 oktober 2020   | De mannen op de werf kampen met een wespenplaag.                  | 1.634.007          |
| 9    | 1 november 2020   | Hoe hebben Shana en Junior elkaar leren kennen?                   | 1.697.734          |
| 10   | 8 november 2020   | De hele familie steekt de handen uit de mouwen.                   | 1.758.084          |
| 11   | 15 november 2020  | De familie viert het robijnen huwelijk van Christa en Eddy.       | 1.535.080          |

Het eerste seizoen was een enorm groot succes met op het hoogtepunt 1.861.067 kijkers (live + uitgesteld).
Château Planckaert nieuwjaarsspecial
In afwachting van een tweede seizoen zond Eén op 1 januari 2021 een speciale aflevering uit van Château Planckaert.
| Afl. | Uitzenddatum   | Omschrijving                                                                     | Kijkcijfers (live) |
| ---- | -------------- | -------------------------------------------------------------------------------- | ------------------ |
| 12   | 1 januari 2021 | Francesco en Magali verrassen de familie Planckaert met hun burgerlijk huwelijk. | 1.372.919          |

### Seizoen 2
Door de coronacrisis heeft het project in Frankrijk serieuze vertraging opgelopen. De Planckaerts overwegen om voor langere tijd in Frankrijk te verblijven om zo de verloren tijd in te halen.
| Afl. | Uitzenddatum     | Omschrijving                                                                                                  | Kijkcijfers (live) |
| ---- | ---------------- | --- | ------------------ |
| 1    | 2 mei 2021       | De mannen trekken alleen naar Frankrijk om het dak van het kasteel verder af te werken.                       | 1.096.801          |
| 2    | 9 mei 2021       | Terwijl de mannen doorwerken aan het kasteel runnen de vrouwen de chambres d'hôtes.                           | 1.077.428          |
| 3    | 16 mei 2021      | Junior legt het examen af om racepiloot te worden.                                                            | 1.136.389          |
| 4    | 23 mei 2021      | De kinderen bezoeken hun toekomstige school in Frankrijk.                                                     | 1.149.309          |
| 5    | 30 mei 2021      | Junior heeft een ongeluk met zijn crossmoto.                                                                  | 1.192.543          |
| 6    | 24 oktober 2021  | De vervallen serre wordt gerenoveerd en de kinderen richten hun clubhuis in.                                  | 1.156.468          |
| 7    | 31 oktober 2021  | Mageno en Devon zetten de eerste stappen in hun wielercarrière.                                               | 1.070.453          |
| 8    | 7 november 2021  | Mageno traint samen met Christopher voor zijn eerste koers.                                                   | 1.290.933          |
| 9    | 14 november 2021 | In afwezigheid van Eddy en Junior krijgen Francesco en Christopher hulp bij de werken aan het kasteel.        | 1.283.747          |
| 10   | 21 november 2021 | Nu de familie Planckaert weer compleet is worden de huisjes voorbereid op een verlengd verblijf in Frankrijk. | 1.293.880          |
| 11   | 28 november 2021 | De combinatie van de chambres d'hôtes in België en de renovatie in Frankrijk wordt steeds moeilijker.         | 1.331.397          |
| 12   | 5 december 2021  | De Planckaerts vertrekken voor een langdurig verblijf naar Frankrijk.                                         | 1.264.979          |
| 13   | 12 december 2021 | Junior neemt voor het eerst sinds zijn motorongeval deel aan een race op het circuit van Zolder.              | 1.235.341          |
| 14   | 19 december 2021 | Mémé Clara geniet van haar 95e verjaardag.                                                                    | 1.298.875          |

Château Planckaert kerstspecial
Op 25 december 2021 zond Eén een speciale kerstaflevering uit van Château Planckaert.
| Afl. | Uitzenddatum     | Omschrijving                                                                        | Kijkcijfers (live) |
| ---- | ---------------- | ----------------------------------------------------------------------------------- | ------------------ |
| 15   | 25 december 2021 | De Planckaerts organiseren een breugelfestijn in een van de kamers van hun château. | 867.060            |

### Seizoen 3
De Planckaerts verhuizen een half jaar naar Frankrijk om het dak van het kasteel af te werken.
| Afl. | Uitzenddatum     | Omschrijving                                                              | Kijkcijfers (live) |
| ---- | ---------------- | ------------------------------------------------------------------------- | ------------------ |
| 1    | 20 februari 2022 | De Planckaerts beginnen met het leggen van de leien op het kasteeldak.    | 1.387.810          |
| 2    | 27 februari 2022 | De meningen zijn verdeeld over een permanente verhuizing naar Frankrijk.  | 1.322.098          |
| 3    | 6 maart 2022     | Eddy heeft het kanaal op het kasteeldomein in ere hersteld.               | 1.376.650          |
| 4    | 13 maart 2022    | Junior rijdt zijn allereerste rally.                                      | 1.333.044          |
| 5    | 20 maart 2022    | Het dak krijgt een nieuwe schoorsteen.                                    | 1.067.050          |
| 6    | 27 maart 2022    | De Planckaerts keren na een half jaar in Frankrijk terug naar België.     | 1.133.165          |
| 7    | 30 oktober 2022  | Eddy krijgt alarmerend nieuws over zijn gezondheid.                       | 1.009.210          |
| 8    | 6 november 2022  | Het afscheid van Mémé Clara valt bij iedereen enorm zwaar.                | 1.056.856          |
| 9    | 13 november 2022 | Na bijna 20 jaar sluit de familie Planckaert hun Ardense chambre d'hôtes. | 1.000.506          |
| 10   | 20 november 2022 | Het wilde plan om een luxeglamping te organiseren, krijgt stilaan vorm.   | 1.131.541          |
| 11   | 11 december 2022 | De familie is in volle voorbereiding op hun glampingevent.                | 1.314.301          |
| 12   | 18 december 2022 | De eerste gasten van de luxeglamping komen toe.                           | 1.361.691          |

### Seizoen 4
De Planckaerts werken aan het kasteel.
| Afl. | Uitzenddatum  | Omschrijving                                                         | Kijkcijfers (Live+6) |
| ---- | ------------- | -------------------------------------------------------------------- | -------------------- |
| 1    | 12 maart 2023 | Eddy krijgt bezoek van een oude wielerbekende                        | 1.421.454            |
| 2    | 19 maart 2023 | De familie maakt zich op voor de terugreis naar België               | 1.264.566            |
| 3    | 26 maart 2023 | Eddy en Christa genieten met z'n tweetjes                            | 1.275.310            |
| 4    | 2 april 2023  | Junior moet opnieuw geopereerd worden aan zijn knie                  | 1.287.104            |
| 5    | 9 april 2023  | De familie Planckaert verwelkomt een nieuwe telg                     | 1.265.802            |
| 6    | 16 april 2023 | Francesco en Christopher hebben een leuke verrassing voor de familie | 1.252.455            |
| 7    | 23 april 2023 | De familie is voltallig in Frankrijk want er is belangrijk nieuws!   | 1.077.465            |
| 8    | 30 april 2023 | Er is licht aan het einde van de tunnel                              | 1.107.540            |
| 9    | 7 mei 2023    | Mageno neemt deel aan zijn eerste wedstrijd tijdrijden               | 1.197.502            |
| 10   | 14 mei 2023   | Eddy verrast zijn kroost met een welverdiende break                  | 1.146.034            |

### Seizoen 5
Terwijl de Planckaerts doorwerken aan het kasteel ontvangen ze hun eerste gasten op het kampeerterrein van de glamping.
| Afl. | Uitzenddatum  | Omschrijving                                            | Kijkcijfers (Live+7) |
| ---- | ------------- | ------------------------------------------------------- | -------------------- |
| 1    | 10 maart 2024 | Iluna wordt 18 en dat moet gevierd worden               | 1.318.313            |
| 2    | 17 maart 2024 | De familie brengt het kampeerterrein in orde            | 1.246.164            |
| 3    | 24 maart 2024 | De antieke kasteeltrap wordt gerenoveerd                | 1.210.129            |
| 4    | 31 maart 2024 | Stephanie en Christopher krijgen er een huisdier bij    | 1.131.224            |
| 5    | 7 april 2024  | De familie viert de 65e verjaardag van Eddy             | 1.082.701            |
| 6    | 14 april 2024 | De familie organiseert een loopwedstrijd                | 1.055.530            |
| 7    | 21 april 2024 | De dag van 'de grote Planckaertrun' is aangebroken      | 1.088.974            |
| 8    | 28 april 2024 | Junior kruipt weer achter het stuur van zijn rallywagen | 1.079.153            |
| 9    | 5 mei 2024    | De plannen voor de afwerking van het kasteel zijn klaar | 1.018.655            |

## Spin-offs

### Onverwacht
In Onverwacht praat Iluna met leeftijdsgenoten over seks en tienerzwangerschappen, samen met haar moeder en ervaringsdeskundige Stephanie Planckaert. Deze zesdelige humanintrestreeks werd uitgezonden op Eén van 30 augustus tot 4 oktober 2021. In de bijbehorende zesdelige webreeks Meer onverwacht gaan Iluna en seksuologe Lotte Vanwezemael met enkele jongeren dieper in op thema's als verliefdheid en seksuele geaardheid.

### De Planckies
In de Ketnet-serie De Planckies worden de belevenissen gevolgd van de kleinkinderen van Eddy en Christa op en rond het kasteeldomein. Deze reeks liep elf afleveringen lang van 27 oktober 2021 tot 5 januari 2022.

### Junior op zoek naar de liefde
In Junior op zoek naar de liefde gaat de jongste zoon van Eddy en Christa op zoek naar een vriendin om samen een toekomst mee op te bouwen. Hij wordt daarin bijgestaan door psychologe Sarah Van Pelt die samen met hem de juiste match probeert te vinden en hem helpt om zijn gevoelens sneller te tonen. Deze reeks liep negen afleveringen lang op Eén van 19 april tot 21 juni 2022. In de bijbehorende webreeks Stephanie zoekt mee neemt zijn zus de kijkers mee achter de schermen van zijn zoektocht.